# 近鉄下田駅

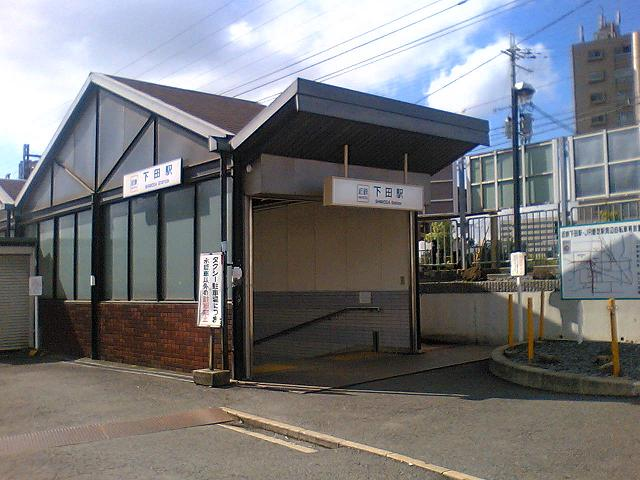
北口（2007年6月）

近鉄下田駅（きんてつしもだえき）は、奈良県香芝市下田西一丁目にある、近畿日本鉄道（近鉄）大阪線の駅である。駅番号はD22。

## 歴史
- 1927年（昭和2年）7月1日：大阪電気軌道八木線（現在の大阪線）の恩智 - 高田（現・大和高田）間開通と同時に、下田駅として開業[1]。
- 1941年（昭和16年）3月15日：参宮急行電鉄との会社合併により関西急行鉄道の駅となる[1]。
- 1944年（昭和19年）6月1日：会社合併により近畿日本鉄道の駅となる[1]。同時に近畿日本下田駅に改称[2][3]。
- 1970年（昭和45年）3月1日：近鉄下田駅に改称[2]。
- 2007年（平成19年）4月1日：PiTaPa使用開始[4]。
- 2022年（令和4年）1月7日：無人化。

## 駅構造
- 相対式2面2線のホームを持つ地上駅である。改札とコンコースは地下に、ホームは地上にある。出入口は南北双方にある。ホーム有効長は6両。トイレは下りホームにある。

- 大和高田駅管理の無人駅で、PiTaPa・ICOCA対応の自動改札機および自動精算機（回数券カードおよびICカードのチャージに対応）が設置されている。

### のりば
| のりば | 路線     | 方向 | 行先           |
| ------ | -------- | ---- | -------------- |
| 1      | D 大阪線 | 下り | 名張方面       |
| 2      | D 大阪線 | 上り | 大阪上本町方面 |

## 当駅乗降人員
近年における当駅の1日乗降人員の調査結果は以下の通り。
- 2023年11月7日：4,430人
- 2022年11月8日：4,384人
- 2021年11月9日：4,325人
- 2018年11月13日：5,194人
- 2015年11月10日：4,630人
- 2012年11月13日：4,544人
- 2010年11月9日：4,450人
- 2008年11月18日：4,338人
- 2005年11月8日：4,474人

## 利用状況
近年の1日平均乗車人員は以下の通りである。
| 年度               | 1日平均 乗車人員 |
| ------------------ | ---------------- |
| 1985年（昭和60年） | 3,665            |
| 1986年（昭和61年） | 3,775            |
| 1987年（昭和62年） | 3,547            |
| 1988年（昭和63年） | 3,205            |
| 1989年（平成元年） | 3,192            |
| 1990年（平成2年）  | 3,175            |
| 1991年（平成3年）  | 3,096            |
| 1992年（平成4年）  | 3,124            |
| 1993年（平成5年）  | 3,122            |
| 1994年（平成6年）  | 3,033            |
| 1995年（平成7年）  | 3,085            |
| 1996年（平成8年）  | 2,954            |
| 1997年（平成9年）  | 2,859            |
| 1998年（平成10年） | 2,739            |
| 1999年（平成11年） | 2,616            |
| 2000年（平成12年） | 2,547            |
| 2001年（平成13年） | 2,432            |
| 2002年（平成14年） | 2,312            |
| 2003年（平成15年） | 2,270            |
| 2004年（平成16年） | 2,256            |
| 2005年（平成17年） | 2,244            |
| 2006年（平成18年） | 2,220            |
| 2007年（平成19年） | 2,231            |
| 2008年（平成20年） | 2,249            |
| 2009年（平成21年） | 2,242            |
| 2010年（平成22年） | 2,235            |
| 2011年（平成23年） | 2,192            |
| 2012年（平成24年） | 2,215            |
| 2013年（平成25年） | 2,288            |
| 2014年（平成26年） | 2,255            |
| 2015年（平成27年） | 2,282            |
| 2016年（平成28年） | 2,306            |
| 2017年（平成29年） | 2,371            |
| 2018年（平成30年） | 2,442            |
| 2019年（令和元年） | 2,475            |

## 駅周辺

### 交通
- 香芝駅（JR和歌山線） - 北へ徒歩5分程。
- 国道165号
- 国道168号

#### バス路線
- 香芝市コミュニティバス
  - 真美ヶ丘・穴虫ルート
  - 鎌田ルート
  - 木曜シャトル
    - 当駅から西に400メートルの香芝市役所からは田尻ルートと白鳳台・旭ケ丘ルートも利用できる。また、上記路線から無料で乗り継ぐこともできる。
- 香芝市デマンド交通
  - 市内約280か所に設定された乗降場所（官庁関連施設・銀行・郵便局・商業施設・医療施設・駅など）のほか、利用登録者の自宅にも直接向かう。
  - 利用登録済の香芝市民のみ乗車可能。土休運休。

### 公共施設
- 香芝市役所
- 香芝市総合体育館
- 香芝警察署
- 香芝・広陵消防組合
- 香芝郵便局
- 香芝市立香芝中学校
- 香芝市立下田小学校
- ふたかみ文化センター
  - 香芝市民図書館（3階）
  - 二上山博物館（1階）
- 鹿嶋神社

### 商業施設
- じゃんぼスクエア香芝
  - 万代 香芝下田店[注 1]
- コーナン香芝旭ヶ丘店

## 備考
- 駅名に「近鉄」の名を冠しているのは、近接するJRの香芝駅が2004年3月12日まで「下田駅」と名乗っていたため、それと区別していた名残りである。なお、駅名を下田に戻したり近鉄香芝に変更したりといった検討は現在のところされていない。

## 隣の駅
近畿日本鉄道
D 大阪線
■快速急行・■急行
通過
■準急・■区間準急・■普通
二上駅 (D21) - 近鉄下田駅 (D22) - 五位堂駅 (D23)